# Nitroglicerina (farmacología)
En farmacología, la nitroglicerina, también conocida como trinitrato de glicerilo (GTN) y que en otros ámbitos se conoce también como 1,2,3-trinitroxipropano o trinitroglicerina (TNG), es un vasodilatador que se utiliza para el tratamiento de la hipertensión, por su potente propiedad vasodilatadora. Es útil en situaciones agudas, como el tratamiento de una crisis anginosa. Posee la capacidad de relajar las arterias y venas periféricas reduciendo el gasto cardiaco y el consumo de oxígeno por el músculo del corazón. 
De acuerdo con varios farmacólogos, el trinitrato de glicerilo debería ser el nombre oficial ya que no constituye un compuesto nitro y se denomina de manera errónea nitroglicerina; sin embargo, esta es la nomenclatura que está más difundida y es la oficial.

## Antecedentes históricos
La nitroglicerina fue sintetizada por primera vez en 1846 por el químico italiano Ascanio Sobrero,el cual observó que una pequeña porción aplicada en la lengua provocaba un fuerte dolor de cabeza. Posteriormente se supo que esta acción era debida a la dilatación de las arterias de la cabeza.
Un año después, en 1847, Constantin Hering ―quien introdujo la homeopatía en los Estados Unidos―, creó la forma de dosificación vía sublingual. En 1857, el médico Sir Thomas Lauder Brunton, de Edimburgo, suministró nitrito de amilo mediante inhalación y observó que el dolor de la angina de pecho desaparecía transcurridos de 30 a 60 segundos. En 1879, William Murrell del Hospital de Westminster en Londres (Inglaterra), concluyó que el efecto de la nitroglicerina imitaba al del nitrito de amilo y estableció el uso de nitroglicerina por vía sublingual para el alivio del ataque anginoso agudo, y casi al mismo tiempo lo empleó como profiláctico antes de hacer esfuerzos. Los nitratos orgánicos disponibles para uso clínico son: nitrito de amilo, nitroglicerina, dinitrato de isosorbida, isosorbida 5-mononitrato, y el tetranitrato de eritritil.

## Acción farmacológica
La vasodilatación poscapilar, promovida por la acción de la nitroglicerina, fomenta la colección periférica de sangre y disminuye el retorno venoso al corazón, reduciendo de este modo, la presión del ventrículo izquierdo conocida como precarga. La relajación de las arteriolas disminuye la resistencia vascular y la presión arterial (poscarga).
También ocurre dilatación de las arterias coronarias, lo que puede ser un mecanismo de acción importante en el caso de los síndromes anginosos no claramente relacionados con aumentos en las demandas de oxígeno del miocardio.

## Mecanismo de acción
La nitroglicerina y los nitratos provocan vasodilatación por incremento del guanosín monofosfato cíclico condicionado al óxido nítrico en el músculo liso vascular. Disminuye el calcio del citosol

## Farmacocinética
El trinitrato de glicerilo se metaboliza rápido, principalmente por acción de la glucotionitratorreductasa, y resulta en los metabolitos de nitrato glicerílico y nitrato inorgánico. Dos de los metabolitos activos principales, los dinitrogliceroles 1, 2 y 1, 3, productos de la hidrólisis, parecen tener menor potencia vasodilatadora que la nitroglicerina, pero presentan vidas medias plasmáticas más prolongadas. Los dinitratos sufren otro paso metabólico a mononitratos (biológicamente inactivos con respecto a los efectos cardiovasculares) y finalmente a glicerol y anhídrido carbónico.

## Interacciones
| Fármaco           | Interacción |
| ----------------- | --- |
| Dihidroergotamina | Posible antagonismo. |
| Dihidroergotoxina | Posible antagonismo. |
| Ergonovina        | Posible antagonismo. |
| Ergotamina        | Posible antagonismo. |
| Metilergonovina   | Posible antagonismo. |
| Metisergida       | Posible antagonismo. |
| Sildenafil        | Posible hipotensión al combinarse. |
| Tadalafil         | Los efectos vasodilatadores de la nitroglicerina se ven incrementados por el tadalafil; puede ocurrir una hipotensión grave, por lo que debe evitarse esta combinación.  |
| Treprostinil      | Efecto hipotensor aditivo; se sugiere monitorización si se combinan en terapia.                                                                                          |
| Udenafil          | Los efectos vasodilatadores de la nitroglicerina se ven incrementados por el udenafil; puede ocurrir una hipotensión grave, por lo que debe evitarse esta combinación.   |
| Vardenafil        | Los efectos vasodilatadores de la nitroglicerina se ven incrementados por el vardenafil; puede ocurrir una hipotensión grave, por lo que debe evitarse esta combinación. |

## Indicaciones especiales
La nitroglicerina puede ser una alternativa farmacológica en el edema agudo de pulmón, además de los diuréticos intravenosos.

## Efectos secundarios
Cefaleas, náuseas, taquicardia, vómitos, tolerancia (en caso de uso prolongado).

## Sobredosis
Una sobredosis de nitroglicerina puede provocar metahemoglobinemia.

## Formas farmacéuticas
Se emplea en tabletas sublinguales, en solución intravenosa y parches transdérmicos.